# Espéculo (medicina)

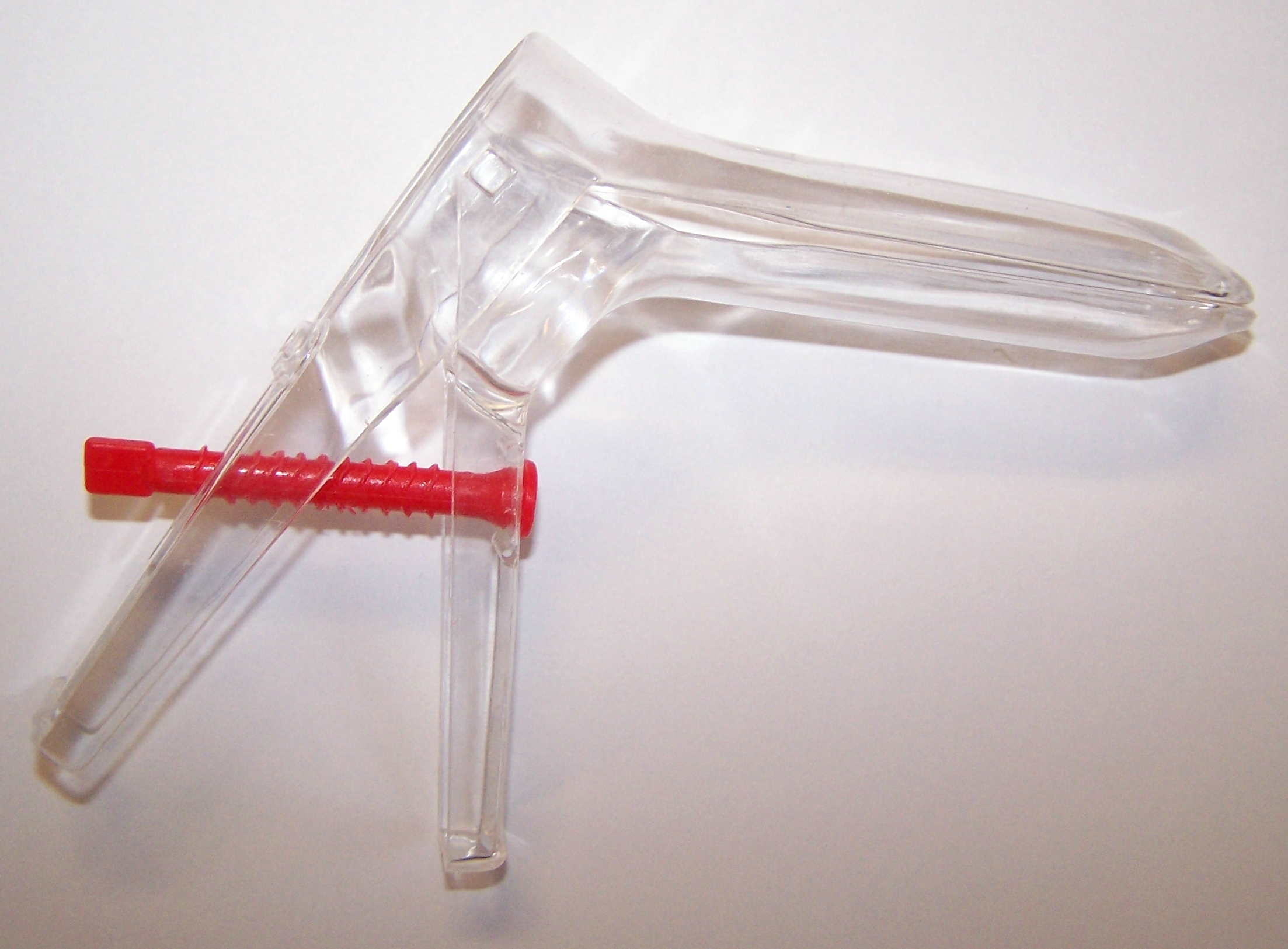
Espéculo vaginal de plástico.

Se denomina espéculo (del latín speculum, espejo) en medicina a un instrumento utilizado para realizar exámenes o procedimientos diagnósticos y terapéuticos de cavidades corporales manteniendo abiertos sus orificios de entrada.
Generalmente están construidos dos valvas con un mecanismo para separarlas y ensanchar la abertura o mantenerla abierta, con el fin de permitir la observación directa por parte del médico o facilitar el paso de instrumentos al interior de la cavidad, que para iluminarla puede utilizarse el reflejo de la luz en sus superficies pulimentadas o en un espejo sino de una fuente de luz adicional.

## Historia

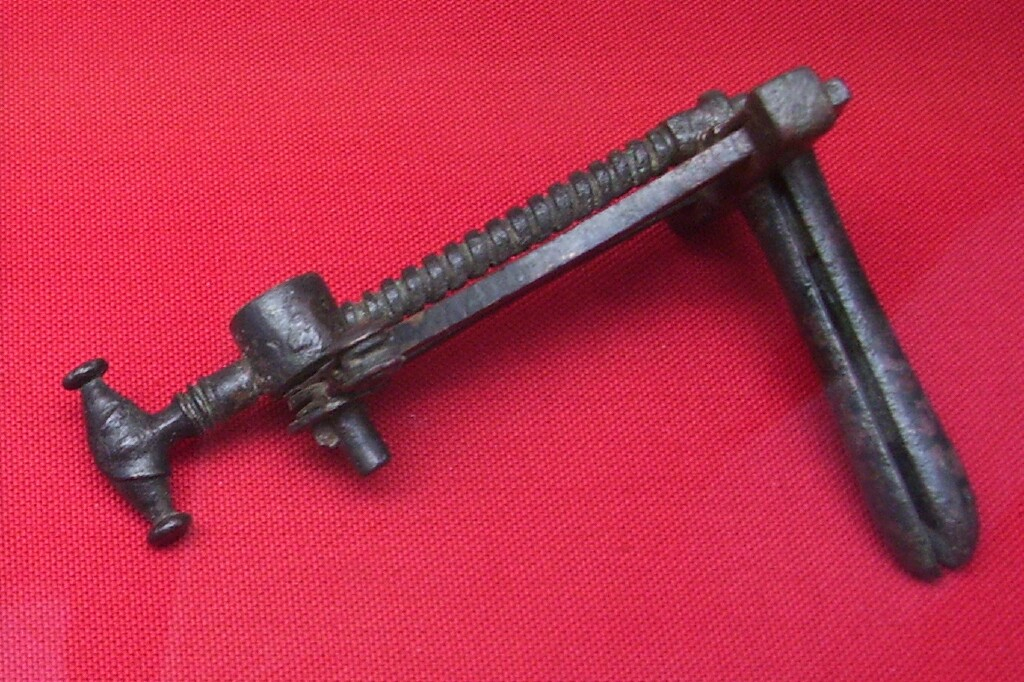
Espéculo vaginal romano de bronce del exhibido en el museo de Mérida (España)

El espéculo es uno de los instrumentos más antiguos en medicina pues ya era usado por los griegos, los romanos y los árabes y es el precedente de la instrumentación diagnostica endoscópica. En la escuela hipocrática de Kos se describía el uso de espéculos rectales. En las ruinas de Pompeya se descubrieron espéculos de todo tipo y Abulcasis de Córdoba (980- 1037) los describe en su enciclopedia Al-Tasrif.
Con el tiempo, si bien el espéculo ha sido sustituido por los endoscopios en muchos casos, sigue siendo un instrumento básico que no puede faltar en un consultorio o sala de procedimientos médicos, sobre todo para examen ginecológico.

## Tipos
Los más usados son:
- En nariz: espéculo nasal
- En ojo: espéculo parpebral o blefarostato, para mantener los párpados abiertos neutralizando el parpadeo.
- En conducto auditivo: espéculo de oído: mira del otoscopio en forma de cono[2]
- En la vagina y para visualizar el cuello uterino: espéculo vaginal
- En recto: espéculo rectal.